# Eutanasia di un amore
Eutanasia di un amore è un romanzo di Giorgio Saviane.
È stato vincitore del Premio Bancarella nel 1977 e l'anno successivo l'attore e regista Enrico Maria Salerno ne ha ricavato un film con il medesimo titolo interpretato da Tony Musante, Ornella Muti, Monica Guerritore e Mario Scaccia, e con musiche di Daniele Patucchi.

## Trama
Siamo a Firenze: Paolo, professore universitario quarantenne, viene lasciato dalla giovane amante Sena, sua ex allieva, al termine d'una relazione decennale. Disperato per la perdita di quello che per lui è il principio femminile della madre, Paolo raggiunge Versailles, dove Sena è fuggita, solo per scoprire la sua nuova relazione con un giovane di nome Domenico.

In preda a una vera e propria crisi psicosomatica, un invecchiamento precoce, Paolo torna a Firenze, dove però Sena lo raggiunge. Sembra che sia tutto di nuovo a posto tra i due, che compiono un lungo viaggio nel Mar Mediterraneo (Ischia, Follonica, Isola d'Elba, Montecristo), sperimentando anche un naufragio.
Durante il viaggio, però, Sena rivela a Paolo, non senza un po' di rancore, d'averlo lasciato perché lui l'aveva obbligata ad abortire. Sena ora desidera un altro figlio, ma Paolo rifiuta la paternità e nell'isola di Montecristo ha un breve idillio con la giovane Silva.
Alla fine Paolo, un po' alla volta, sarà portato a soffocare il suo amore, mentre Sena tornerà con Domenico.

## Edizioni
- Giorgio Saviane, Eutanasia di un amore, Rizzoli, 1976.
- Giorgio Saviane, Eutanasia di un amore, introduzione di Claudio Marabini, Rizzoli, Milano 1983
- (RO)  Giorgio Saviane, Eutanasia unei iubiri, traducere de Constantin Ioncică, Univers, Bucuresti 1986